# Wulan Tuoya
Wulan Tuoya (mongol : ᠣᠯᠠᠭᠠᠨᠲᠣᠶᠠᠭ᠎ᠠ, cyrillique : Улаантуяа, transcription chinoise : chinois simplifié : 乌兰托娅 ; pinyin : wūlán tuōyà est le nom d'artiste de Wang Lina (王丽娜, Wáng Lìnà), née le 21 août 1983 dans la Ligue de Xilin Gol, en Mongolie-Intérieure, une chanteuse de Mandopop et mongolpop mongole de Chine continentale. Sa musique est composée selon les règles de la musique traditionnelle mongole, modernisée par des instruments électroniques actuels, tout en conservant certains instruments traditionnels mongols, tel que le Morin khuur. Elle chante en mandarin et en mongol.
Parmi ses principaux succès musicaux, on peut citer :
- « Je veux aller au Tibet » (我要去西藏, wǒ yào qù xīzàng)
- « Taomagan » (套马杆, tàomǎgān, sorte de fouet composé d'un bâton et d'une corde, utilisé par les pasteurs des plateaux du Tibet.
- « Bleu plateau » (高原蓝, gāoyuán lán).
- « Éspérer (ou regarder) Pékin depuis la steppe » (站在草原望北京, zhànzài cǎoyuán wàng běijīng

En 2010, elle met fin à son contrat avec la maison d'édition Nouvelle lune de Canton (广州新月). Cette dernière la remplace alors par La chanteuse de la minorité mongole, Ulan Tuya (en) (乌兰图雅).

## Albums
| Nom              | Date de sortie   | Maison d'édition         | numéro | Note               |
| ---------------- | ---------------- | ------------------------ | ------ | ------------------ |
| 阿尔斯楞的眼睛   | 10 octobre 2006  | 广东美美音像有限公司     |        |                    |
| 爱情的傻瓜       | 2 mai 2007       | 华特唱片                 |        |                    |
| 爱不在就放手     | 17 août 2007     | 彩虹月音乐               |        | Directrice de l'EP |
| 我要去西藏       | 17 janvier 2009  | 星文唱片                 |        |                    |
| 陪你一起看草原   | 13 juin 2009     | 星文文化                 |        |                    |
| 草原之月         | 8 décembre 2009  | 广东音像                 |        |                    |
| 心在云上飞       | 11 mars 2010     | 红豆唱片                 |        |                    |
| 梦中的香格里拉   | 1er avril 2010   | 广东星文文化传播有限公司 |        |                    |
| 永远的天籟 lpcd  | 21 janvier 2011  | 白天鹅音像               |        |                    |
| 幸福塑料花       | 5 avril 2011     | 辽宁广播电视音像         |        |                    |
| 我在草原等你来   | 9 mai 2011       | 宝日东升文               |        |                    |
| 乌兰托娅单曲合辑 | 6 juin 2011      | 广东音像                 |        |                    |
| 牧马少年         | 5 septembre 2011 | 星途文化                 |        |                    |
| 相约快乐         | 5 janvier 2012   | 北京魔乐环球文化         |        |                    |
| 我来到西藏       | 20 février 2012  | 星文文化                 |        |                    |